# Charmaine Weavers
Charmaine Weavers z domu Gale (ur. 27 lutego 1964 w Estcourt) – południowoafrykańska lekkoatletka, specjalistka skoku wzwyż, złota i srebrna medalistka mistrzostw Afryki, olimpijka.

## Kariera sportowa
Mogła rywalizować w imprezach międzynarodowych dopiero od 1992, ze względu na wcześniejszy sportowy bojkot sportowców z Południowej Afryki. 
Zdobyła srebrny medal w skoku wzwyż na mistrzostwach Afryki w 1992 w Belle Vue Maurel, za Lucienne N’Da z Wybrzeża Kości Słoniowej, a przed swą koleżanką z reprezentacji Południowej Afryki Desiré du Plessis). Odpadła w kwalifikacjach na igrzyskach olimpijskich w 1992 w Barcelonie.
Zwyciężyła na mistrzostwach Afryki w 1993 w Durbanie, przed N’Da i du Plessis. Na mistrzostwach świata w 1993 w Stuttgarcie odpadła w kwalifikacjach.
Zdobyła srebrny medal (ulegając jedynie Alison Inverarity z Australii, a wyprzedzając Debbie Marti z Anglii) na igrzyskach Wspólnoty Narodów w 1994 w Victorii. Zajęła 2. miejsce w zawodach pucharu świata w 1994 w
Londynie.
Weavers była mistrzynią Południowej Afryki w skoku wzwyż w latach 1980, 1988–1992 i 1994.
Sześć razy z rzędu poprawiała rekord Południowej Afryki w skoku wzwyż od rezultatu 1,88 m, osiągniętego 17 marca 1980 w Port Elizabeth do wyniku 2,00 m, uzyskanego 25 marca 1985 w Pretorii. Był to najlepszy wynik w jej karierze.